# Elisabeth und Adelgunde Krippel

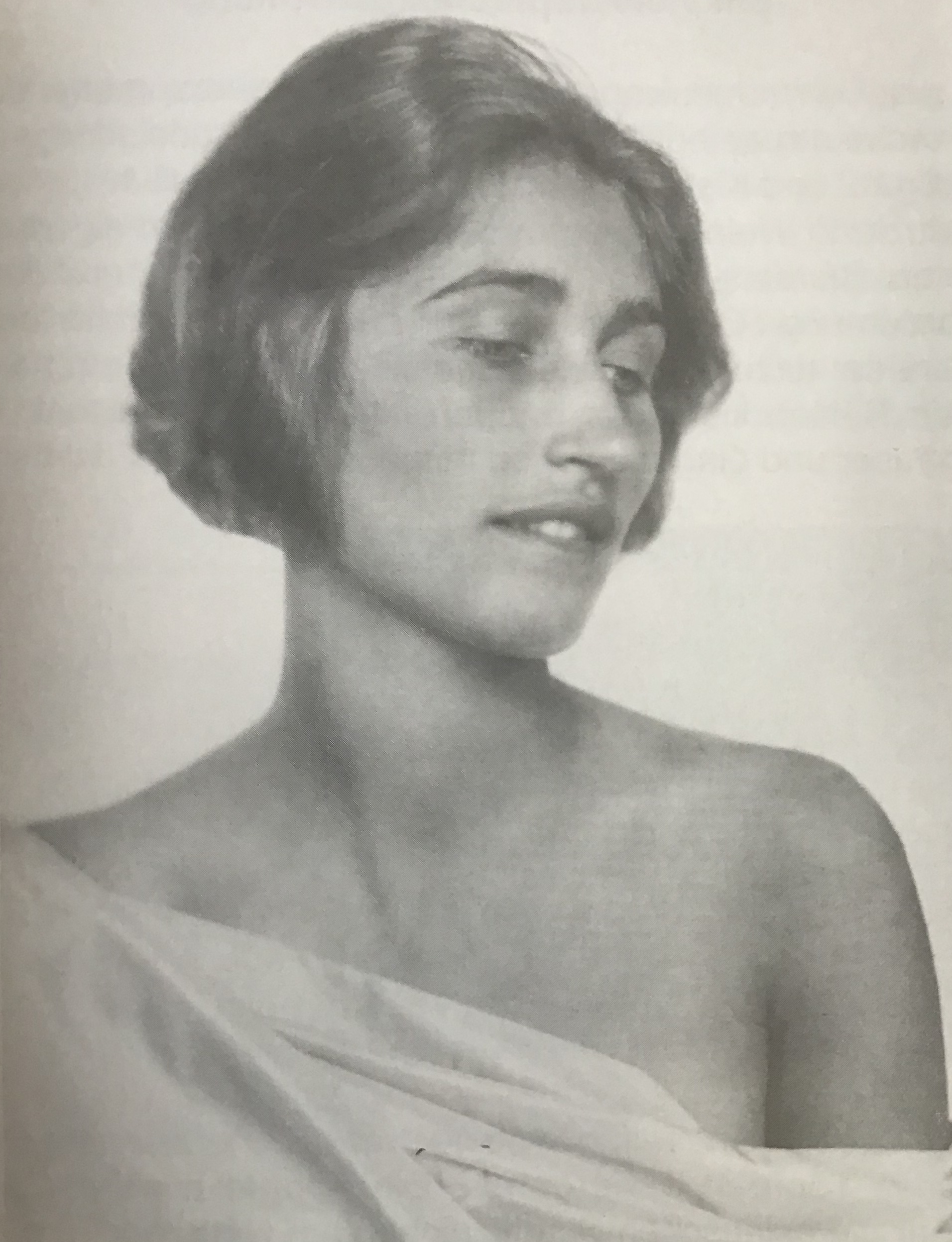
Gundi Krippel

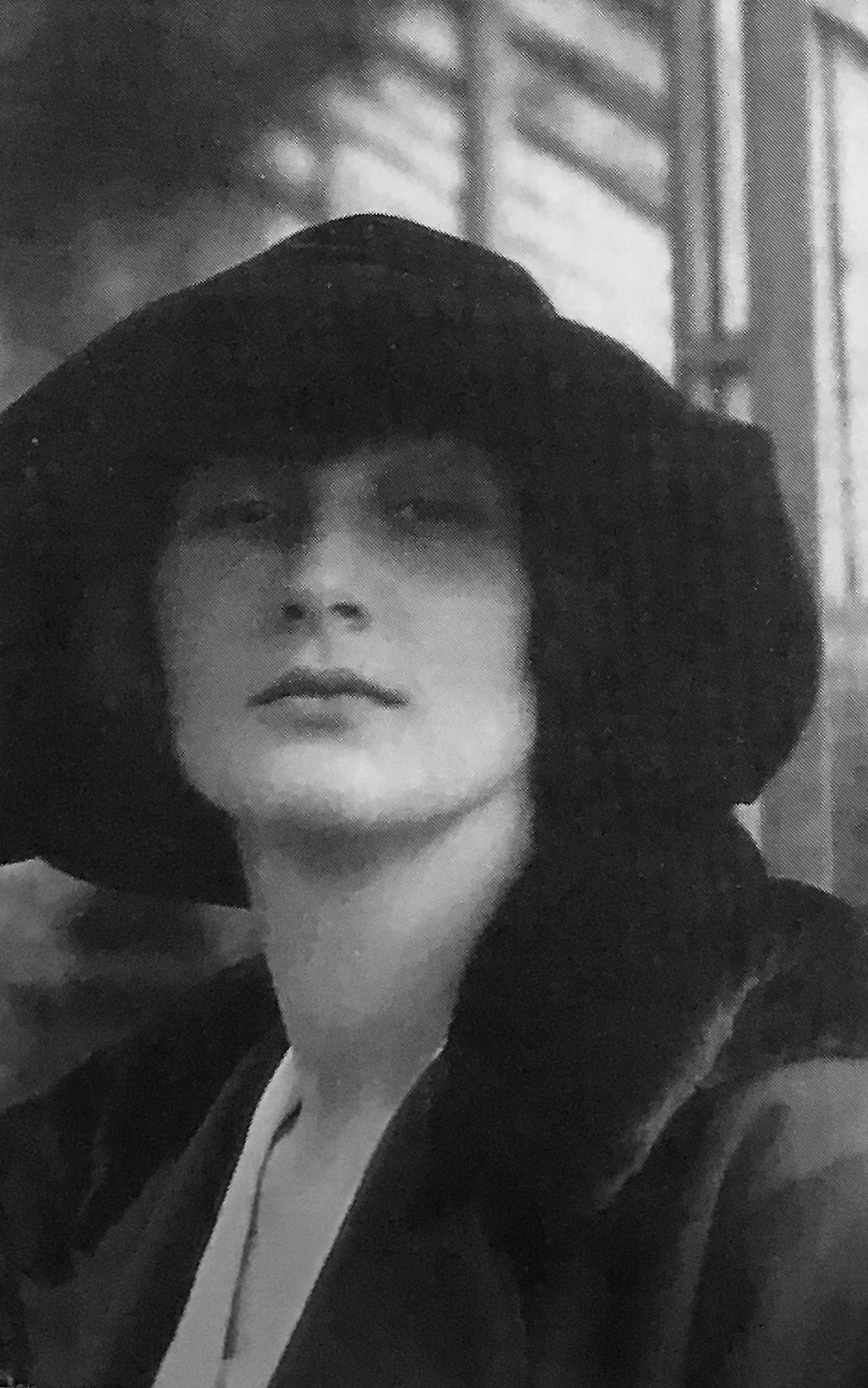
Elisabeth Krippel

Die Schwestern Elisabeth Krippel (* 1901 in Wien; † 1995 ebenda) und Adelgunde „Gundi“ Krippel (* 1900 in Wien; † 1986 in München) war ein künstlerisches Schwesternpaar, das einige Zeit gemeinsam als Kunstkeramikerinnen tätig war. Sie waren die Nichten des bekannten Bildhauers Heinrich Krippel.

## Gemeinsame Zeit

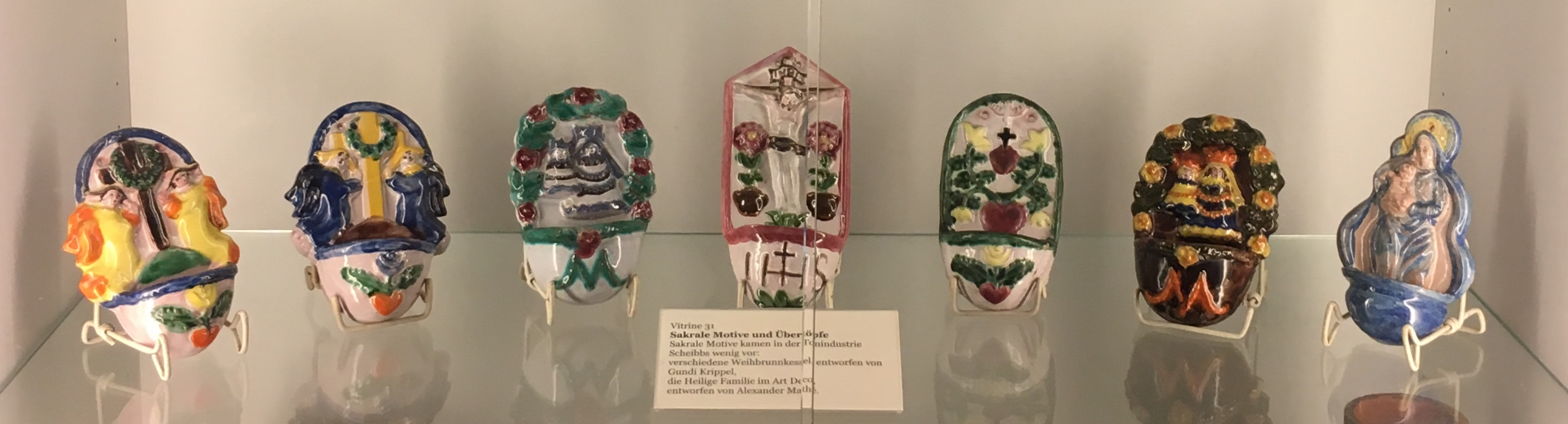
Elisabeth Krippel Weihwasserbehälter Tonindustrie Scheibbs

Die Schwestern Krippel waren Töchter eines k.u.k. Offiziers und verbrachten ihre Kindheit in Sarajevo. Sie besuchten die Wienerberger Werkstättenschule für Keramik bei Obsieger, wo sie erstmals auf Rudolf Knörlein trafen. Beide studierten 1918–23 an der Wiener Kunstgewerbeschule unter Witzmann (1918/19), Schufinsky (1919/20) Boehm (1920/21) und Powolny (1921–23). Sie schlossen beide mit Diplom ab. Im letzten Jahr studierte Elisabeth Krippel zusätzlich ein Jahr beim Chemiker Emmerich Selch. Man suchte damals nach der türkisen Glasur, die für chinesische Keramiken so typisch war. Ihr gelang so eine Glasurprobe, was eine Sensation war.

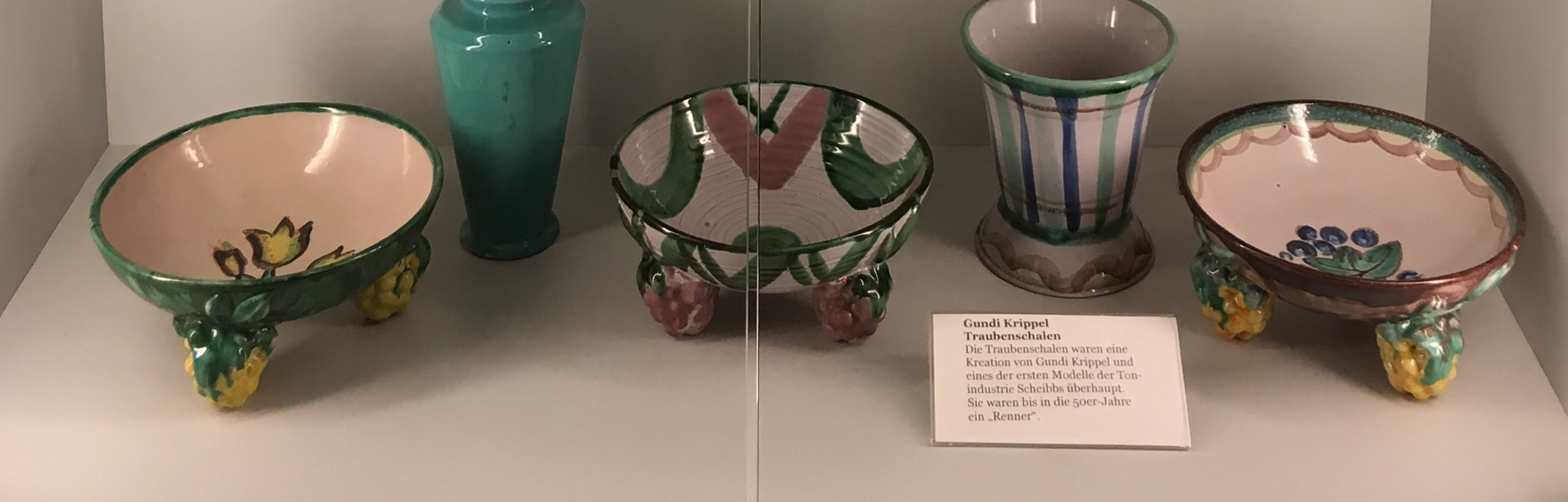
Gundi Krippel Obstschalen

Die Schwestern kamen gemeinsam mit Rudolf Knörlein 1923 zur Tonindustrie Scheibbs und blieben bis 1924. Gundi fertigte dort Obstschalen, die bis in die 50er ein Renner waren. Elisabeth reichte die Kündigung ein, da ihr der Eigentümer, Ludwig Weinbrenner, obwohl verheiratet, den Hof machte. Adelgunde verließ Scheibbs mit ihrer Schwester und beide gingen zurück nach Wien.

## Getrennte Zeit
Da die Schwestern in Wien keinen Brennofen hatten, war ihre Zeit in der Keramik von kurzer Dauer. Elisabeth Krippel arbeitete noch bei Vally Wieselthier, wechselte aber später in das Fach der Gemälderestaurierung und war während des II. Weltkriegs Leiterin der Restaurierwerkstätte in Kunsthistorischen Museum in Wien. Sie heiratete nie und lebte bis zu ihrem Tod allein in Wien.
Gundi Krippel machte in Wien für Ford noch einige große Töpfe und für das Kaffeehaus, in dem sich der Kreis um Hoffmann traf, eine große Figur. Ihr Onkel, der Bildhauer Heinrich Krippel, von dem in Ankara allerorten große Standbilder zu sehen sind, erhielt von Atatürk viele Aufträge. Für den Wasserhof des Palastes des Kemal Pascha Atatürk in Ankara schuf sie 1930/31 noch ein lebensgroßes, ovales Relief, das in Wien hergestellt wurde, möglicherweise in der Kunstgewerbeschule gebrannt. Dieses wird in der Fachliteratur fälschlicherweise Gudrun Baudisch zugeschrieben, die ebenfalls im Palast arbeitete. Baudisch hat das Gegenstück dazu gemacht, Gundi Krippel das Original.
Adelgunde war viele Jahre mit dem Maler Faistauer liiert und lebte auch in Priel. Da sich Faistauers Gattin nicht scheiden ließ, gab es für diese Verbindung keine Erfüllung und wurde mit dem Tod Faistauers beendet. Sie hatte dann viel Arbeit mit den künstlerischen Nachlass Faistauers, heiratete später den Kunsthistoriker Bernhard Degenhart, der in München lebte und arbeitete. Sie starb 1986 in München.

## Elisabeth und Adelgunde im Urteil von Zeitgenossen
Powolny über Elisabeth 1924: 

„Sie modellierte und drehte freihändige Gefäßkeramik [...] ist Keramikerin mit technischer Geschicklichkeit.“

 Selch über Elisabeth: 

„Herstellung und Verzierung von Töpferwaren und Steingut, Muffeldekor und Porzellan.“

Powolny über Adelgunde 1922: 

„Sie modellierte und drehte freihändige Gefäßkeramik.“

Powolny über Adelgunde 1923:

„[...] hat mit viel Geschick Gefäßkeramik und modellierte Originalkeramik gearbeitet.“

## Ausstellungen
- Werkbundausstellung Wien, keramische Nischenfigur, 1930. (Adelgunde Krippel)